# 三重県道105号福島深谷線
三重県道105号福島深谷線（みえけんどう105ごう ふくじまふかやせん）は、三重県桑名市を通る、かつて存在した一般県道である。

## 概要
桑名市大字福島から桑名市大字蛎塚新田に至る。
かつては国道258号の一部であった。2004年（平成16年）3月30日をもって廃止された。

### 路線データ
- 起点：桑名市大字福島（国道1号交点）
- 終点：桑名市大字蛎塚新田（桑名東インター入口交差点）
- 総延長：1,958 m

## 沿革
- 1977年（昭和52年）5月31日 - 認定[2]
- 2004年（平成16年）3月30日 - 廃止[1]

## 路線状況

### 交通規制
桑名市東汰上にある近鉄名古屋線およびJR東海関西本線のガード下は、3.7 mの車高規制がある。起点から三重県道142号桑名東員線との交点である「宮前西」交差点までは起点→宮前西交差点方向への一方通行となっている。

### 道路施設

#### 橋梁
- 沢南橋（大山田川、桑名市）

## 地理

### 通過していた自治体
- 三重県
  - 桑名市

### 交差していた道路
| 交差していた道路             | 交差していた場所 | 交差していた場所                            |
| ---------------------------- | ---------------- | ------------------------------------------- |
| 国道1号                      | 大字福島         | 起点                                        |
| 三重県道142号桑名東員線      | 大字東方         | 宮前西交差点                                |
| E23 東名阪自動車道 国道258号 | 大字蛎塚新田     | 桑名東インター入口交差点 / 終点 28 桑名東IC |

### 交差していた鉄道
- 近鉄名古屋線
- 関西本線

### 沿線
- NTN桑名製作所
- ホクキャスト本社
- くわな幼稚園